# 519. pehotni polk (Wehrmacht)
Za druge 519. polke glejte 519. polk.
519. pehotni pok (izvirno nemško Infanterie-Regiment 519) je bil eden izmed pehotnih polkov v sestavi redne nemške kopenske vojske med drugo svetovno vojno.

## Zgodovina
Polk je bil ustanovljen 1. februarja 1940 kot polk 8. vala pri Passauu iz delov 85., 480. in 485. pehotnega polka; polk je bil dodeljen 296. pehotni diviziji. 
20. novembra 1940 sta bila štab in III. bataljon izvzeta iz sestave in dodeljena 577. pehotnemu polku; obe enoti sta bili nadomeščeni.
15. oktobra 1942 je bil polk preimenovan v 519. grenadirski polk.